# Anna Blaman Prijs
De Anna Blaman Prijs is een literatuurprijs voor schrijvers, die wonen of werken in Rotterdam en omgeving. In 2019 bestond de prijs uit een geldbedrag van tienduizend euro dankzij steun van het Nederlands Letterenfonds, de Gemeente Rotterdam en de Van Leeuwen Van Lignac Stichting.

## Geschiedenis
In 1965 stelde de Rotterdamse afdeling van het Anjerfonds, de voorloper van het Prins Bernhard Cultuurfonds, deze literatuurprijs (onder de naam Anjerfonds-Blaman-prijs voor literatuur) in om het Anjerfonds meer bekendheid te geven bij de Rotterdamse burgerij en tegelijkertijd de creatieve kunst in Rotterdam te stimuleren. Naast de Anna Blamanprijs heeft het Anjerfonds in 1965 tegelijk de Hendrik Chabot Prijs ingesteld, en beide prijzen zijn de eerste jaren tegelijkertijd uitgereikt.
Van 1965 t/m 1990 heette de prijs Anjerfonds-Blaman-prijs voor literatuur en in de periode 1992 t/m 2001 de Anjerfonds-Anna Blaman Prijs. 
In 2015-16 werd de prijs door het Prins Bernhard Cultuurfonds overgedragen aan Passionate Bulkboek.

## Winnaars
Anjerfonds-Blaman-prijs voor literatuur (1965 t/m 1990)
- 1966: Adriaan van der Veen - Een idealist[4]
- 1967: Willem Adriaan Wagener - gehele oeuvre[4]
- 1968: Bob den Uyl - Een zachte fluittoon
- 1969: Leyn Leijnse - Afrika sterft in den vreemde
- 1971: Herman Romer - Voor de liefhebbers
- 1974: Jacobus P. Bos - De dagelijkse geest
- 1981: Cornelis Bastiaan Vaandrager - gehele oeuvre (tienduizend gulden)[5][6]
- 1988: Jules Deelder - gehele oeuvre
- 1990: Frank Koenegracht - gehele oeuvre

Anjerfonds-Anna Blaman Prijs (1992 t/m 2001)
- 1992: J.W. Oerlemans - gehele oeuvre[7]
- 1994: Jan Eijkelboom - gehele oeuvre
- 1996: Marcel Möring - gehele oeuvre[8]
- 1998: Theo Verhaar - gehele oeuvre
- 2001: Hester Knibbe - gehele oeuvre

Anna Blaman Prijs (2002 - heden)
- 2004: Anne Vegter - gehele oeuvre
- 2007: Rien Vroegindeweij - gehele oeuvre
- 2010: Ester Naomi Perquin - gehele oeuvre
- 2013: Sanneke van Hassel - gehele oeuvre
- 2016: Hans Sleutelaar - gehele oeuvre[9]
- 2019: Edward van de Vendel - gehele oeuvre[10]
- 2022: Raoul de Jong - gehele oeuvre